# Giuseppe Carnevale
Giuseppe Carnevale (* 29. Juni 1978 in Stuttgart) ist ein ehemaliger italienischer Fußballspieler.

## Karriere
In seiner Jugend spielte Carnevale für den SV Magstadt und den VfB Stuttgart. Im Jahre 1996 schaffte er den Sprung in zu den Amateuren des VfB, jedoch wechselte er bereits in der darauf folgenden Saison zum VfL Sindelfingen in die Verbandsliga Württemberg. Nachdem er dort in 27 Spielen, 22 Tore erzielten verpflichteten die Stuttgarter Kickers ihn für eine Ablösesumme von 20.000 DM. Bereits am ersten Spieltag der 2. Fußball-Bundesliga in der Saison 1998/99 gab er am 31. Juli 1998 sein Profidebüt, als er bei der 0:2-Niederlage gegen den FC Energie Cottbus eingewechselt wurde. Nach vier Jahren bei den Kickers ging der Stürmer in der Oberliga Baden-Württemberg auf Torjagd. Danach folgten noch weitere Stationen in der Landes-, Verbands- und zuletzt beim TSV Schönaich in der Bezirksliga.